# Tissint
Tissint  (in arabo تيسينت‎?) è un centro abitato e comune rurale del Marocco situato nella provincia di Tata, regione di Souss-Massa. Conta una popolazione di 9 434 abitanti (censimento 2014).